# Kıvanç Tatlıtuğ

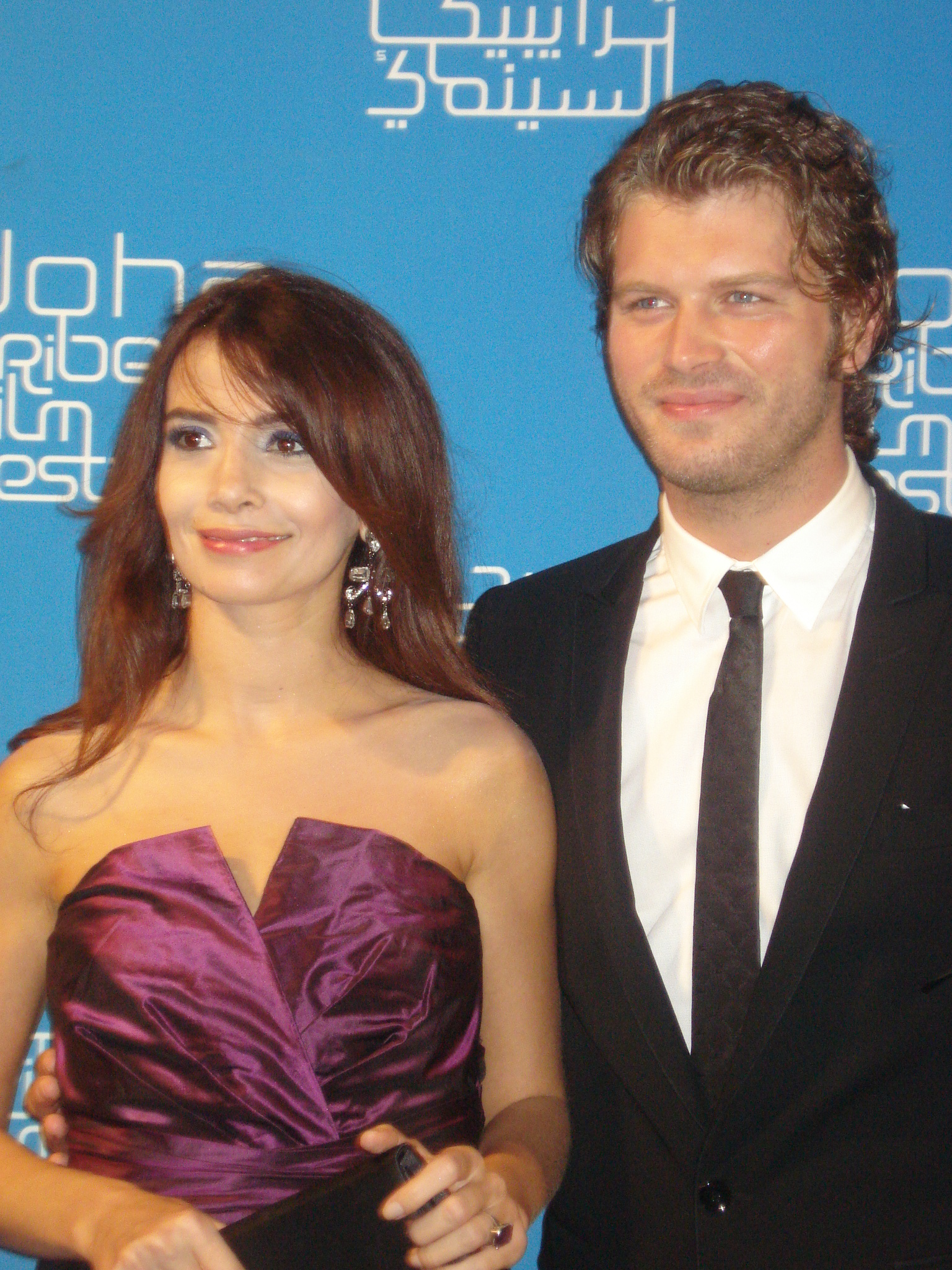
Songül Öden und Kıvanç Tatlıtuğ (2009)

Kıvanç Tatlıtuğ (* 27. Oktober 1983 in Adana, Türkei) ist ein türkischer Schauspieler, Synchronsprecher und Model. Er ist einer der bestbezahlten Schauspieler in der Türkei und hat viele Preise gewonnen, darunter drei Altın Kelebek Awards und einen Yeşilçam Cinema Award. Tatlıtuğ wurde 2002 als bestes Model der Türkei und bestes Model der Welt ausgezeichnet.

## Leben
Im Jahr 1997 zog Kıvanç Tatlıtuğ mit seiner Familie aus Adana nach Istanbul, wo Tatlıtuğ 2002 zum „Best Model Of The World“ gekürt wurde. Infolgedessen zog er nach Paris, um dort seiner Karriere als Model nachzugehen. Zuvor spielte Tatlıtuğ professionellen Basketball in den Vereinen Beşiktaş Cola Turka und Fenerbahçe Ülker. Nach einer ernsten Verletzung musste er mit dem Basketball aufhören. Nachdem er zahlreiche, ernstzunehmende Rollenangebote bekam, entschloss sich Tatlıtuğ dazu, zurück in die Türkei zu ziehen und nahm Schauspielunterricht, um sich für seine Schauspielkarriere vorzubereiten.
- 2005 nahm er die Rolle des "Mehmet" in der Serie Gümüş (Silber) an. Die Serie erlangte sowohl in der Türkei als auch in den arabischen Ländern große Popularität.
- 2007 spielte Tatlıtuğ die Hauptrolle "Halil", in der Serie Menekşe ile Halil (Menekşe und Halil).
- 2008 erhielt er eine der Hauptrollen in der Serie Aşk-ı Memnu (Verbotene Liebe), die auf dem gleichnamigen Drama von Halid Ziya Uşaklıgil basiert. Dort spielte er "Behlül Haznedar".
- 2010 spielte Tatlıtuğ die Nebenrolle des "Sekiz" in der Serie "Ezel".
- Vom 7. September 2011 bis Juni 2013 spielte Tatlıtuğ die Hauptrolle in der türkischen Dramaserie Kuzey Güney (Norden und Süden) und erregte Aufmerksamkeit für seine herausragende schauspielerische Leistung.
- 2014 spielte er die Rolle des "Kurt Seyit" in der Serie "Kurt Seyit ve Şura".
- Von 2016 bis 2017 war er in der Serie "Cesur ve Güzel" zu sehen, in der Tatlıtuğ die Hauptfigur "Cesur" verkörperte.

Zurzeit spielt er in der Serie namens "Çarpışma", in der er die Rolle des Kadir übernimmt.
Zudem ist Tatlıtuğ in zahlreichen Werbespots zu sehen.
Aufgrund seiner Beliebtheit in den arabischen Ländern wurde er auch dort zum Werbeträger und spielte unter anderem auch in Musikvideos mit, wie z. B. in einem Musikvideo der Sängerin Rola Saad.

## Privates
Am 18. Februar 2016 heiratete Tatlıtuğ die Modestylistin Başak Dizer.

## Filmografie
- 2005–2007: Gümüş
- 2007: Amerikalılar Karadeniz'de 2 (Kinofilm)
- 2007–2008: Menekşe ile Halil
- 2008–2010: Aşk-ı Memnu
- 2010: Ezel
- 2011–2013: Kuzey Güney
- 2013: Kelebeğin Rüyası (Kinofilm)
- 2014: Kurt Seyit ve Şura
- 2016–2017: Cesur ve Güzel
- 2018: Çarpışma
- 2018: Hadi Be Oğlum
- 2018: Organize İşler 2: Sazan Sarmalı
- 2021: Into the Night
- 2022: Yakamoz S-245
- 2022: Aşıklar Bayramı
- 2023: Boğa Boğa
- 2023: Aile